# 坊主 (インフルエンサー)
坊主（ぼうず）は、日本のインフルエンサー。X（旧Twitter）において○○選手権を開催し、フォロワーから回答を募集し、最優秀賞などを発表している。Xのフォロワー数は2024年3月9日現在で192万人を誇る。
オープンしたばかりの「坊主バー」の宣伝をするための作り話をツイートしたことが、Twitterを始めたきっかけであり、元々の目的は仏教の知識を面白く伝えることであった。○○選手権という大喜利を開催したきっかけとしては、当時2ちゃんねるで開かれている大喜利のスレッドに面白いことを書いている人がいっぱいおり、大喜利を開くことにより、そのような面白い人たちにフォロワーになってもらいたいと思ったと語っている。
現役の僧侶としても働いている。

## エピソード
- 市川海老蔵の妻が死亡した直後、子どもを連れディズニーランドへ行った事が非難された際に「残された者が笑顔でニコニコしてることが先に逝った人への最高の供養だと、高齢の住職から教わりました」とツイートしたことが話題になった[1]。
- 悩みの相談を受けることも多く、鉄板のネタがある[1]。
- 東京の四谷にある「坊主バー」でアルバイトをしていたが、ゲーム『Pokémon GO』のやりすぎでクビになった[1]。

## 虚無僧バー
虚無僧バー（こむそうバー）は、坊主が経営しているバー。新宿の虚無僧バーのほか、大阪のBAR煩悩、お茶の水のBARスジャータという計3軒のバーを経営している。
坊主バーのアルバイト退職後、ゴールデン街でのバイトを経て2019年11月に新宿に開いたバーである。山伏の格好をしたり、ミニ卒塔婆を作ったりするなどの仏教由来の体験を行うことができる。なお、ドリンクは坊主が作っている。ゲストに1日店長を務めてもらうケースもあると話している。
本人曰く、おっさんに対する接客は苦手とのことである。

## 著書
- 大喜利の考え方（2024年2月28日、ダイヤモンド社）[3]